# Aorta ascendente
A aorta ascendente tem cerca de 5 cm de comprimento. Começa na porção superior da base do ventrículo esquerdo, em um nível com a borda inferior da terceira cartilagem costal atrás da metade esquerda do osso esterno. Ela passa obliquamente para cima, frente, e para a direita, em direção ao eixo do coração, na altura da borda da segunda cartilagem costal direita, sofrendo uma pequena curvatura em seu curso, e estando situada, cerca de 6 cm atrás da superfície posterior do osso esterno.
Na sua origem apresenta, opostos aos segmentos da valva aórtica, três pequenas dilatações chamadas de seios aórticos.
Na união da aorta ascendente com o arco aórtico o calibre do vaso é aumentado, devido a uma protuberância de sua parede direita.
Esta protuberância é chamada de bulbo da aorta, e em sua secção transversal apresenta uma figura do tipo oval.
A aorta ascendente está dentro do pericárdio, e está em um tubo de pericárdio seroso, comum a ela e à artéria pulmonar.

## Relações
A aorta ascendente é coberta no seu início pelo tronco da artéria pulmonar e pela aurícula direita, e, acima, é separada do osso esterno pelo pericárdio, pleura direita, margem anterior do pulmão direito, algum tecido areolar, e o restante do timo; posteriormente, ela descansa sobre o átrio esquerdo e artéria pulmonar direita.
No lado direito, se relaciona com a veia cava superior e átrio direito do coração, a primeira descansando parcialmente sobre este; no lado esquerdo, relaciona-se com a artéria pulmonar.

## Ramos
Os únicos ramos da aorta ascendente são as duas artérias coronárias que suprem o coração; elas surgem perto do início da aorta imediatamente acima das margens das válvulas semilunares.

## Imagens adicionais

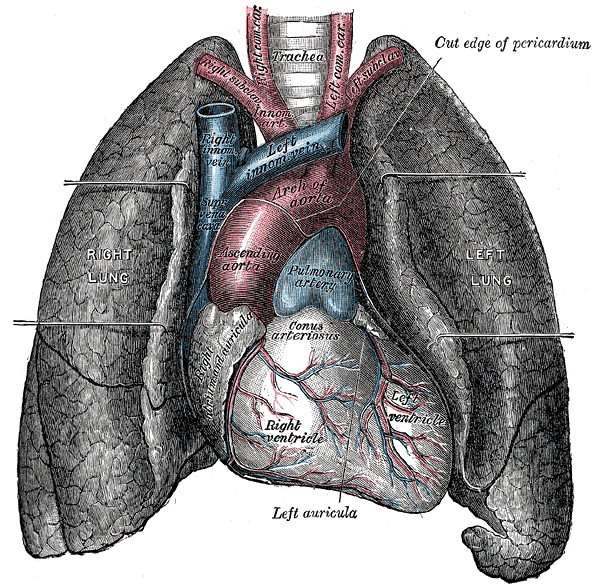
Vista frontal do coração e pulmões